# Route nationale 137
Pour les articles homonymes, voir Route 137.
La route nationale 137, ou RN 137, est une route nationale française reliant Saint-Malo à Bordeaux. Le décret du 5 décembre 2005 ne prévoit le maintien de cet itinéraire dans la domanialité nationale que pour la section Nantes-Rennes et la desserte de La Rochelle et d'Aytré.
Voie rapide issue du plan routier breton, la RN 137 est également E3 entre l’échangeur no 7 de l’autoroute A83 et la RN 11 et E602 entre La Rochelle et l'A837.

## Parcours

### De Saint-Malo à Nantes
La route est en 2×2 voies. La portion entre Rennes et Nantes fait partie de l'Autoroute des Estuaires, elle devait être mise au statut autoroutier pour le prolongement de l'A84 mais ce projet a été abandonné en 2014.
Le déclassement entre Rennes et Saint-Malo en route départementale (RD 137) a été réalisé fin 2006.
Les communes traversées sont :
- Saint-Malo (km 0)
- Saint-Jouan-des-Guérets (km 8)
- Châteauneuf-d'Ille-et-Vilaine (km 14)
- Saint-Pierre-de-Plesguen (km 27)
- Pleugueneuc (km 32)
- Saint-Domineuc (km 35)
- Tinténiac (km 43)
- Hédé (km 47)
- La Mézière (km 57)
- Rennes, par le périphérique (km 70)
- Chartres-de-Bretagne (km 77)
- Pont-Péan (km 81)
- Laillé (km 85)
- Poligné (km 95)
- Bain-de-Bretagne (km 101)
- Grand-Fougeray (km 115)
- Derval (km 123)
- Jans
- Nozay (km 135)
- Saffré
- Héric (km 152)
- Grandchamp-des-Fontaines
- Treillières (km 162)
- La Chapelle sur Erdre
- Orvault
- Nantes (km 179)

### Dans Nantes
La route traverse Nantes du Nord au Sud et porte les noms suivants :

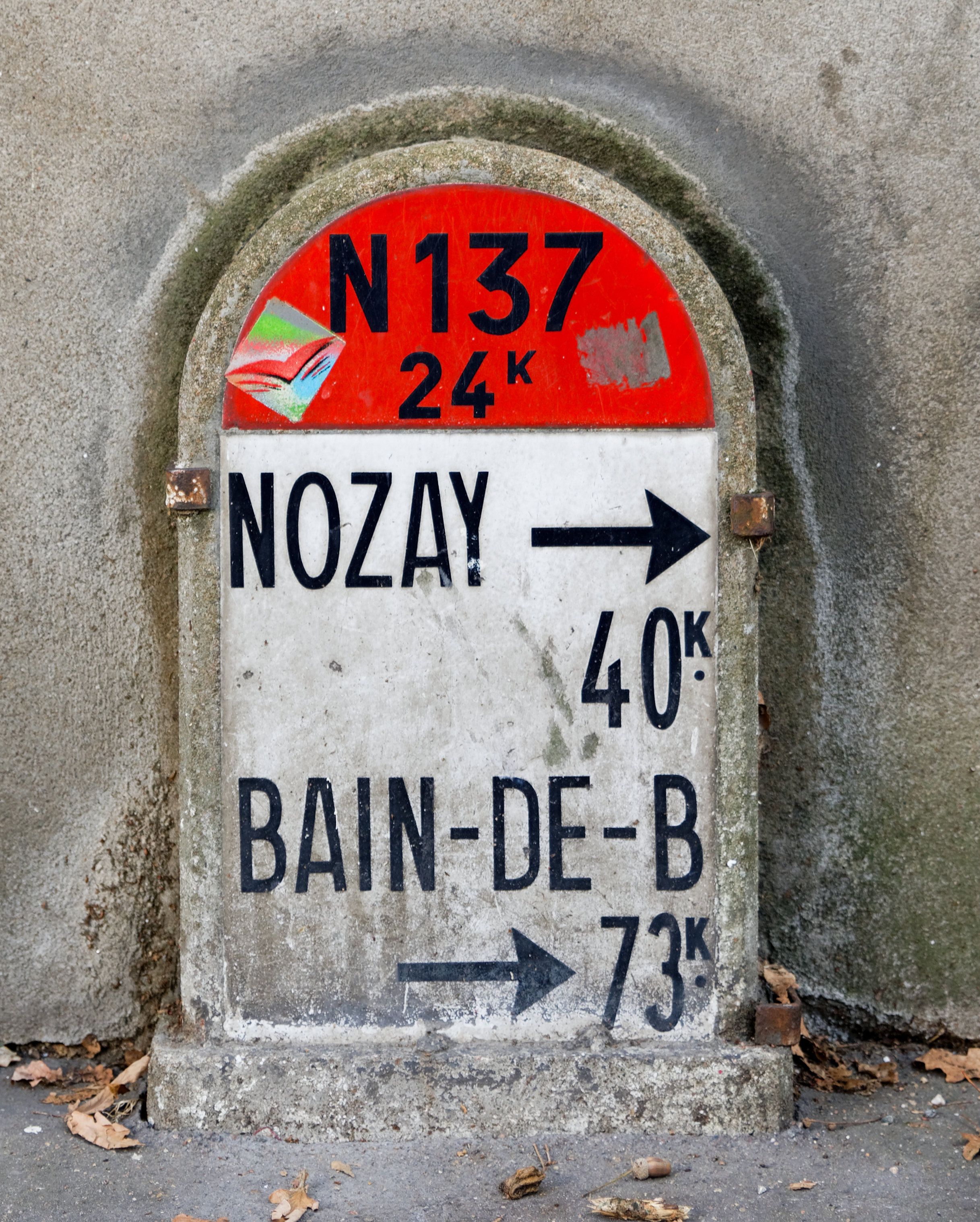
Borne kilométrique de la RN 137 Rue Paul-Bellamy à Nantes.

- Route de Rennes
- Boulevard Robert-Schuman
- Rue Paul-Bellamy
- Rue de Strasbourg

### De Nantes à La Rochelle
La route est dédoublée par l'autoroute A83 entre Nantes et Sainte-Hermine. Cette section est désormais transférée aux départements.
Les communes traversées sont :
- Rezé (km 183)
- Les Sorinières (km 187)
- Aigrefeuille-sur-Maine (km 200)
- Remouillé (km 203)
- Saint-Hilaire-de-Loulay (km 209)
- Montaigu (km 213)
- Saint-Georges-de-Montaigu (km 217)
- Saint-Fulgent (km 231)
- L'Oie (km 238)
- Saint-Vincent-Sterlanges (km 246)
- Chantonnay (km 253)
- La Réorthe (km 265)
- Sainte-Hermine (km 268)
- Saint-Jean-de-Beugné (km 272)
- Sainte-Gemme-la-Plaine (km 277)
- Moreilles (km 286)
- Chaillé-les-Marais (km 291)
- Marans (km 304)
- Échangeur entre N 11 et D 137 (km 312), tronçon commun avec la N 11 jusqu'à La Rochelle.
- La Rochelle (km 324)

En 2021, la section de départementale située entre Sainte-Soulle à Marans, voit sa vitesse passer à 90 km/h au lieu de 80 km/h.

### De La Rochelle à Bordeaux

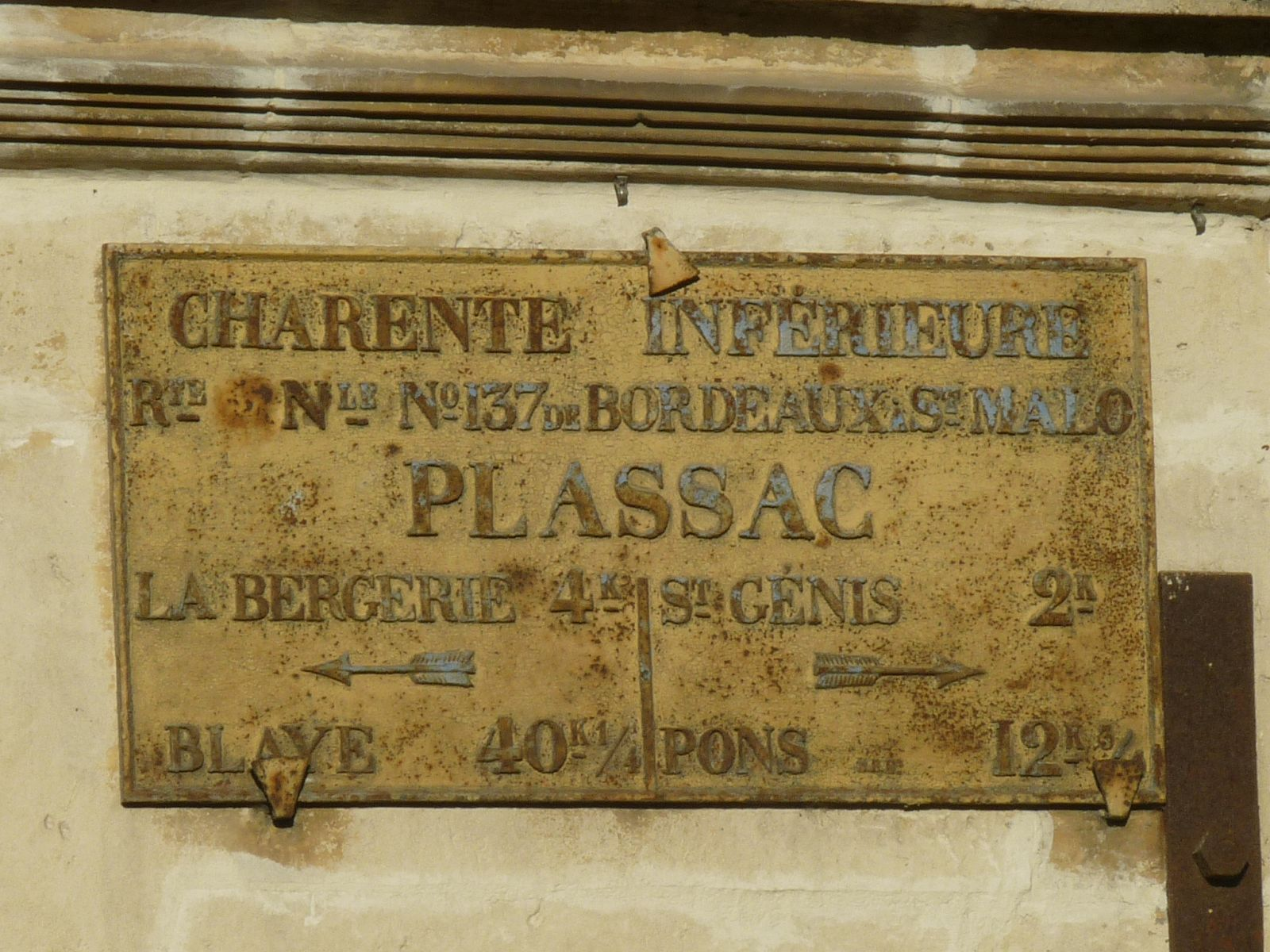
Plaque de la RN 137 à Plassac.

La route est à 2×2 voies entre La Rochelle et Rochefort.
Elle est dédoublée par l'A837 entre Rochefort et Saintes, puis par l'A10 entre Saintes et Bordeaux.
Cette portion est également transférée aux départements depuis 2007.
En 2021, la section de départementale située entre Mirambeau à Tonnay-Charente voit sa vitesse passer à 90 km/h au lieu de 80 km/h par le département de la Charente-Maritime.
Les communes traversées sont :
- Aytré (km 319)
- Angoulins (km 322)
- Châtelaillon-Plage (km 324)
- Rochefort (km 354)
- Tonnay-Charente (km 358)
- Saint-Hippolyte (km 366)
- Beurlay (km 373)
- Saint-Porchaire (km 378)
- Saintes (km 393)
- La Jard (km 404)
- Saint-Léger qu'elle scinde en deux parties: Saint Léger et Lijardière (km 407)
- Pons (km 412)
- Belluire (km 417)
- Saint-Genis-de-Saintonge (km 423)
- Plassac (km 424)
- Mirambeau (km 436)
- Saint-Aubin-de-Blaye (km 449)
- Étauliers (km 453)

La RN 137 passait par Blaye avant les déclassements de 1972 ; l'ancien tracé a été déclassé en RD 937.
- Saint-André-de-Cubzac (km 486)
- Bordeaux (km 511)

## Voies express

### Section Saint-Malo - Rennes (D 137): voie rapide des Corsaires
- Carrefour giratoire entre D137 et : Rond-point René Cassin, sortie de Saint-Malo : 
  - D137 : Saint-Malo-Centre, Saint-Servan
  - La Ville-Jouan, Grand aquarium Saint-Malo
  - La Madelaine, Centre Commercial Régional
  - D168 : Dinard, Aéroport Pleurtuit, Barrage de la Rance
  - D137 : Rennes, Dinan, Le Mont-Saint-Michel, Saint-Jouan-des-Guérets, Châteauneuf-d'Ille-et-Vilaine, Dol-de-Bretagne
- Échangeur entre RD137, RD168 et RD301 (depuis et vers Rennes) : 
  - D168 : Dinard, Aéroport Pleurtuit, Barrage de la Rance
  - D301 : Saint-Malo-Centre, Cancale, Port, Paramé
- Début de la 2×2 voies. Périphérie de Saint-Malo.
- Aire de service de Blanche Roche (dans les deux sens)
- D4 : Saint-Jouan-des-Guérets, Saint-Méloir-des-Ondes, La Gouesnière, Saint-Père-Marc-en-Poulet, Zones commerciales, PA Atalante
- jusqu'à Rennes. Fin de périphérie de Saint-Malo.
- D117 : Saint-Suliac, Saint-Père-Marc-en-Poulet, Saint-Jouan-des-Guérets, Les Gastines
- D74 : Châteauneuf-d'Ille-et-Vilaine, Saint-Guinoux, La Ville-ès-Nonais, Saint-Père-Marc-en-Poulet, La Gouesnière, Cancale
- Début de voie à accès réglementé.
- Échangeur entre RD137 et RN176 : Caen, Le Mont-Saint-Michel, Saint-Brieuc, Dinan, Dol-de-Bretagne, Plouër-sur-Rance
- D637 : Miniac-Morvan, Lanhélin, Pleudihen-sur-Rance, Tressé, ZA Costardais, ZA Actipôle
- D637 (depuis et vers Rennes) : Miniac-Morvan, Tressé, Pleudihen-sur-Rance, Plerguer
- D637 (de et vers Saint-Malo) : Saint-Pierre-de-Plesguen +  Aire de repos de La Rougeolais (sens  Rennes-Saint-Malo)
- D794 : Meillac, Lanhélin, Combourg, Lanvallay, Saint-Pierre-de-Plesguen, Dinan
- D637 : Pleugueneuc, Plesder, Évran, Château de la Bourbansais
- C1 : Saint-Domineuc, Trévérien, La Chapelle-aux-Filtzméens
- D20 : Tinténiac, Québriac, La Baussaine, Trimer, Bécherel
- Aire de repos de Montmuran (sens  Rennes-Saint-Malo)
- D795 : Hédé, Saint-Symphorien, Tinténiac, Québriac, Combourg
- D80 (depuis et vers Rennes) : Hédé, Saint-Gondran, Langan
- D25 : Vignoc, Gévezé, La Mézière, Montreuil-le-Gast
- D27 : La Mézière, Gévezé, Melesse, Betton, Centre Commercial Cap Malo, La Route du Meuble
- D637 : La Chapelle-des-Fougeretz, ZA La Route du Meuble
- Périphérie de Rennes.
- D29 : Montgermont, Pacé, Saint-Grégoire, ZA Alphasis, CHP Saint-Grégoire
- 13a et 13b (Rocade de Rennes) Porte de Saint-Malo/Porte de Beauregard  Échangeur entre RD137 et RN136 : 
  - N136 Rocade Est : Fougères, Caen, Le Mans
  - N136 Rocade Ouest : Lorient, Nantes, Parking Métro-Bus
- Séparation de la 2×2 voies.
- : Rennes (+ de 4,2 m de haut), ZA Nord, Centres Commerciaux, CHP Saint-Grégoire
- Entrée dans l'agglomération de Rennes. Fin de la RD137.

### Section Rennes - Nantes (N 137): Route des estuaires
- Carrefour giratoire entre N137, N136 (rocade de Rennes) et Avenue Henri Fréville : 
  - Avenue Henri Fréville : Centre-ville, Le Blosne, Centre Commercial, Écomusée du Pays de Rennes, Parking Métro-Bus
  - N136 Rocade Ouest : Lorient, Brest, Saint-Malo
  - N137 : Angers, Le Mans, Caen, Nantes
- Sortie de Rennes. Périphérie de Rennes. Début de 2x2 voies.
- 6a et 6b (Rocade de Rennes) Porte de Nantes/Porte de l'Alma  Échangeur entre RN137 et RN136 : 
  - N136 Rocade Est : Caen, Le Mans, Angers, CHU Hôpital Sud
  - N136 Rocade Ouest : Lorient, Brest, Saint-Malo
- Aire de repos du Hil (sens  Nantes-Rennes)
- Fin de périphérie de Rennes.
- 21 D34 : Chartres-de-Bretagne, Noyal-Châtillon-sur-Seiche, Vern-sur-Seiche, Aéroport de Rennes-Bretagne, La Janais, Parc des Expositions
- 20 D36 : Saint-Erblon, Pont-Péan, Bruz
- 19 C6 (sens Rennes-Nantes et vers Rennes) : Orgères
- 18 D41 : Orgères, Corps-Nuds, Laillé
- 18.1 C9 (depuis Nantes) : L'Hermitière
- 17 D101 – villes desservies : D48 : Crevin, Bourg-des-Comptes, Le Sel-de-Bretagne, Guichen
- Aire de repos de La Berlaudais (sens  Rennes-Nantes)
- 16 D47 : Poligné, Pléchâtel
- 15 D777 : Bain-de-Bretagne-Nord, Messac, Redon, Janzé, Vitré
- 14.b D737 (de et vers Nantes) : Bain-de-Bretagne-Centre, La Noë-Blanche
- Aire de service de Pommeniac (sens Rennes-Nantes)
- 14.a D52 (de et vers Rennes) : La Dominelais, La Noë-Blanche
- 13 D57 : Grand-Fougeray, La Dominelais
- Passage du département d'Ille-et-Vilaine à celui de la Loire-Atlantique
- 12.b D56 (depuis et vers Nantes) : Grand-Fougeray, Mouais
- 12.a D46 (depuis et vers Rennes) : Guémené-Penfao, Derval, Châteaubriant
- 11 C20 – villes desservies : D537 : Derval, Pierric, Guémené-Penfao, PA des Estuaires,  Aire de service Le relais de Derval (dans les deux sens)
- 10 C5 : Jans, Marsac-sur-Don
- 9 D771 : Nozay, Vay, Treffieux, Issé, Châteaubriant, Laval
- 8.b D2 : Nozay, Vay
- 8.a N171 (depuis et vers Rennes) : La Grigonnais, Blain, Saint-Nazaire
- Aire de repos de Puceul (dans les deux sens)
- 7 D35 : Puceul, Abbaretz, La Grigonnais
- 6 D33 : La Chevallerais, Saffré
- 5 D164 : Blain, Redon, Nort-sur-Erdre, La Chevallerais,  Aire de repos du Bout de Bois (dans les deux sens)
- 4 D16 : Nort-sur-Erdre, Casson, Héric, Blain
- 2.1 D237 (de et vers Nantes) : Héric (Interdits aux Poids Lourds en Transit de + de 3,5 t et aux + de 3,7 m.)
- 2 D537 : La Grande Haie, Grandchamp-des-Fontaines, Treillières
- Aire de service de Treillières (dans les deux sens)
- Périphérie de Nantes.
- 1 D75 : La Chapelle-sur-Erdre, Treillières (Interdits aux Poids Lourds en Transit de + de 11 t.), Le Bois Raguenet (Interdits aux + de 2,5 m.), ZA de Treillières
- 37 (sortie du Périphérique de Nantes) Porte de Rennes  Échangeur entre RN137 et A844 :
  - A844 Périphérique Est :  Paris,  Angers,  Poitiers
  - A844 Périphérique Ouest : Bordeaux, Vannes, Noirmoutier, Orvault, Aéroport de Nantes - Atlantique
- Avant giratoire et entrée dans l'agglomération.
- Entrée dans l'agglomération de Nantes.

### Section La Rochelle - Saintes: voie rapide des Oiseaux

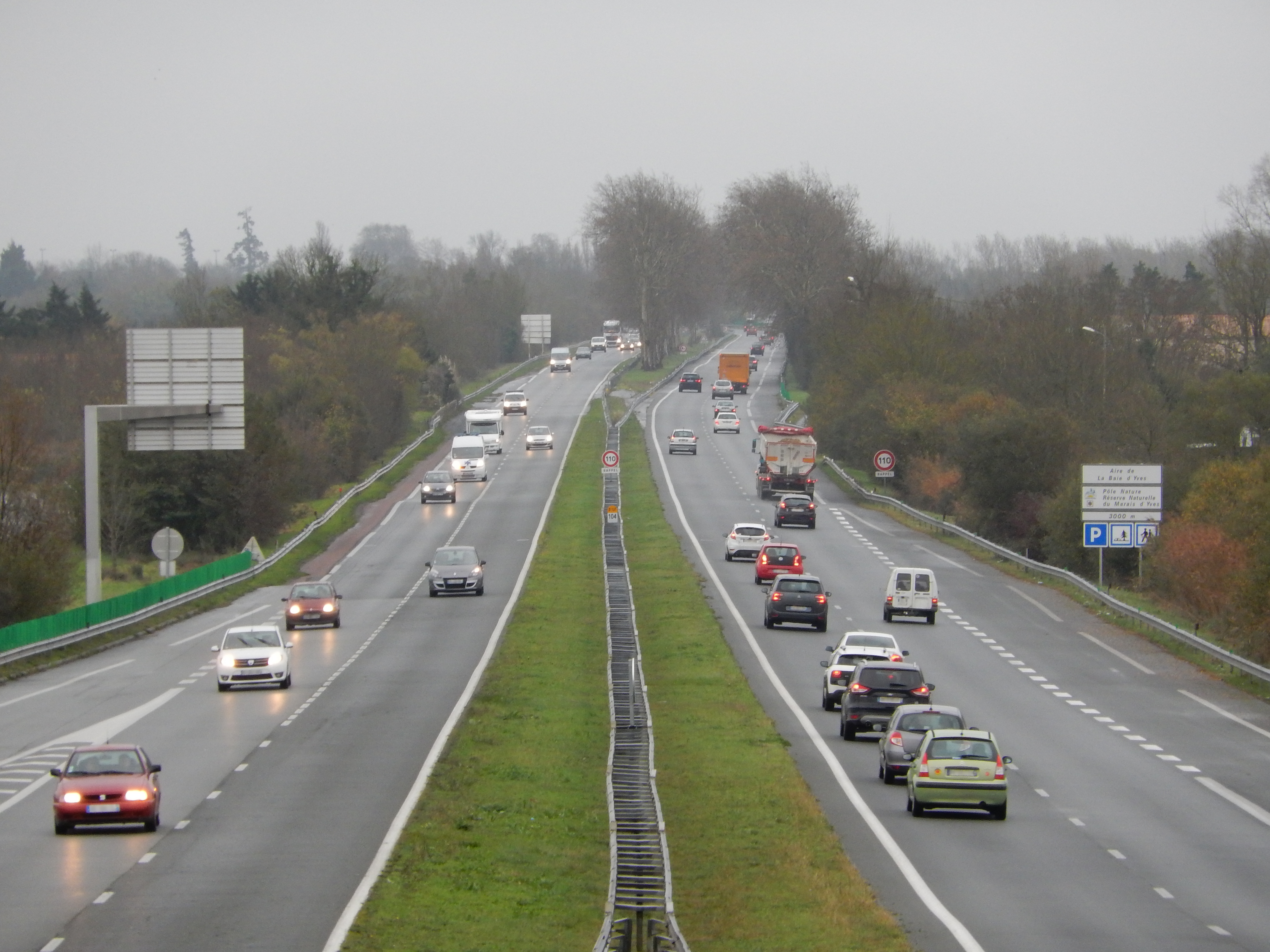
La D137 dans la traversée d'Yves.

Route Départementale depuis 2013 d'Aytré jusqu'à Rochefort:
- Échangeur entre RN11, RN137 et RN237 : Niort,  Nantes,  Poitiers, La Roche-sur-Yon, Nantes, Niort. La N237 devient la N137.
- Saint-Eloi (entrée vers Rochefort uniquement)
- Après sortie Saint-Eloi (vers Rochefort)
- Périgny - D108 : Périgny, La Rochelle-Villeneuve-les-Salines, Parc des Expositions
- Cottes Mailles : La Rochelle-Les Minimes, Aquarium, Gare SNCF, Centre Hospitalier, P+R Jean Moulin, Zone des Cottes Mailles
- Belle Air - D939 : Aytré, Surgères, ZI de Belle Aire
- Aytré - D137 EB12 (Sortie en direction de l'Ile de Ré, entrée en direction de Rochefort) :Aytré-Centre
- La N137 devient la D137.
- Zone commerciale d'Angoulins (Demi-echangeur vers Rochefort) : Centre Commercial
- Angoulins - D202 : Angoulins, La Jarne, Salles-sur-Mer, La Rochelle (pour changer de sens pour les véhicules venant d'Aytre)
- Aire de service Total (sens La Rochelle > Rochefort) +  Aire de service Avia (sens Rochefort > La Rochelle)
- Fin du contournement de La Rochelle.
- Châtelaillon - D109 : Châtelaillon-Plage, Salles-sur-Mer, Thairé, Saint-Vivien
- Les Trois Canons - D203 : Le Marouillet, Les Boucholeurs, Thairé, Saint-Vivien
- Yves - C6/C1 : Yves
- Saint-Laurent de la Prée - D 937C : Saint-Laurent-de-la-Prée, Fouras, Île d'Aix
- km 0 de l'A837  (Autoroute des Oiseaux). (Chevauchement D137 et A837 sur une courte portion) Contournement de Rochefort.
- 31 Rochefort-ouest - D 733 à 0,5 km : Rochefort-Centre, Royan, Île d'Oléron, Marennes
- Fin de la D137 et devient totalement l'Autoroute A837.
- 32 Rochefort-nord - D5 à 2 km : A10 (Paris), Saintes, Rochefort-Nord, Surgères, Saint-Jean-d'Angély
- Après la sortie  32.
- 33 Tonnay-Charente - D939  à 8 km (depuis et vers Rochefort) : Tonnay-Charente, Saint-Jean-d'Angély
- 34 Tonnay-Charente - D137 à 10 km (depuis et vers A10) : Tonnay-Charente. Fin du contournement de Rochefort.
- Avant le péage
- Avant le péage.
- Avant le péage.
- Péage de Cabariot (A système fermé)
- Aire de repos de Cabariot (dans les deux sens)
- Après le péage.
- Aire de repos des Oiseaux (sens  Rochefort > A10, Saintes)
- Aire de repos de la Pierre de Crazannes (sens  Saintes, A10 - Rochefort)
- à 1 000 m,   avant virage.
- à 800 m.
- à 600 m.
- à 400 m.
- à 200 m.
- Vers sortie de l'Autoroute A10.
- Échangeur entre A10 et A 837 à 36,5 km (demi-échangeur) : Vers Saintes, Bordeaux.

## Déclassements en 2006
- Ille-et-Vilaine : RD 137 de Saint-Malo à Rennes
- Loire-Atlantique : RD 137 de Nantes à la limite départementale de la Vendée
- Vendée : RD 137
- Charente-Maritime : RD 137 de la limite départementale de la Vendée à La Rochelle, d'Aytré à Saintes (la rocade Ouest étant classée RD 137) et de Saintes à la limite départementale de la Gironde
- Gironde: RD 137.